# Rheinstadion
Das Rheinstadion war ein Fußballstadion mit Leichtathletikanlage im Stadtteil Stockum der nordrhein-westfälischen Landeshauptstadt Düsseldorf. Die Hauptnutzer waren der Fußballverein Fortuna Düsseldorf und ab 1995 auch die American-Football-Mannschaft der Rhein Fire. Die Anlage direkt am Rhein wurde 2002 abgerissen und durch ein Stadion mit schließbarem Dach ersetzt, das heute den Namen Merkur Spiel-Arena trägt. Der Arena-Sportpark umfasst die gesamten sportlich nutzbaren Flächen des ehemaligen Rheinstadiongeländes.

## Geschichte

### Das erste Rheinstadion

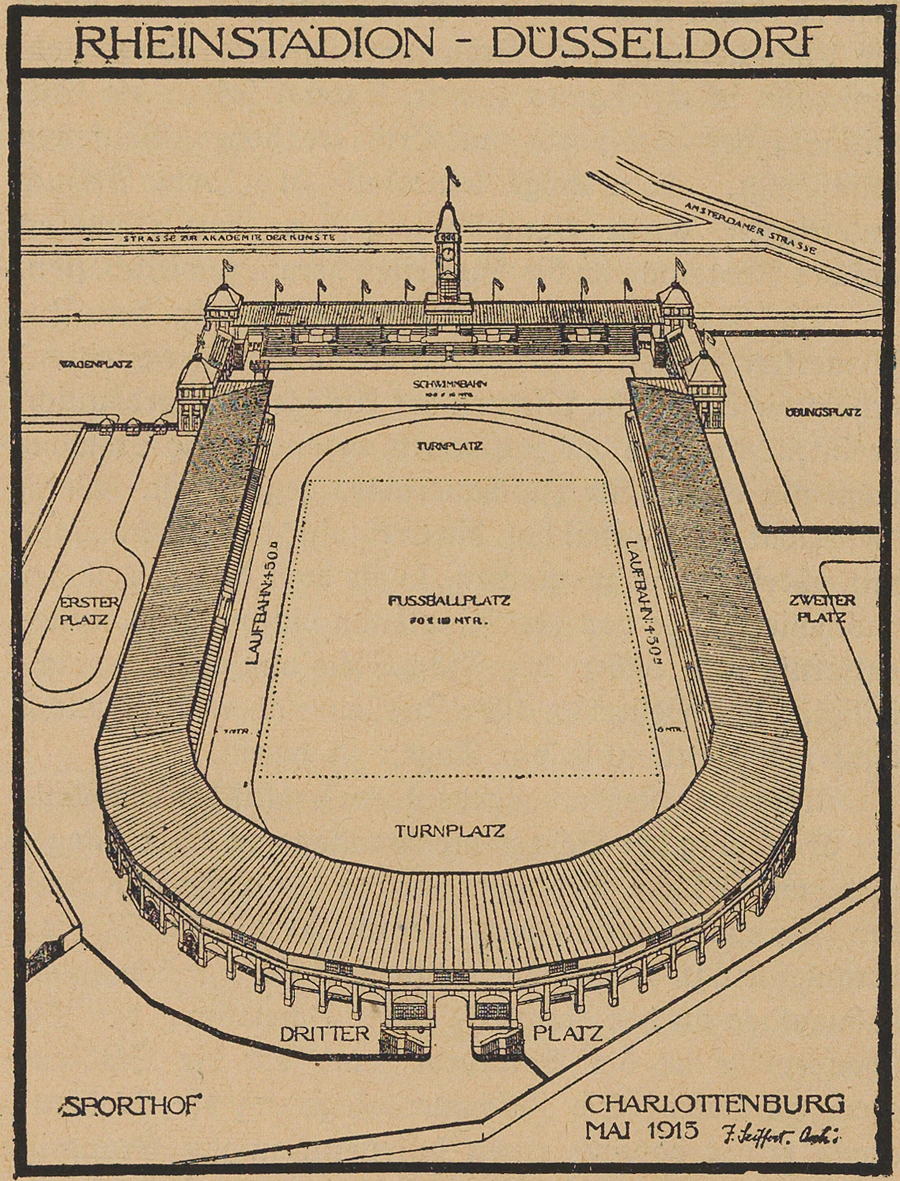
Entwurf für das Rheinstadion von Johannes Seyffert, 1914/1915

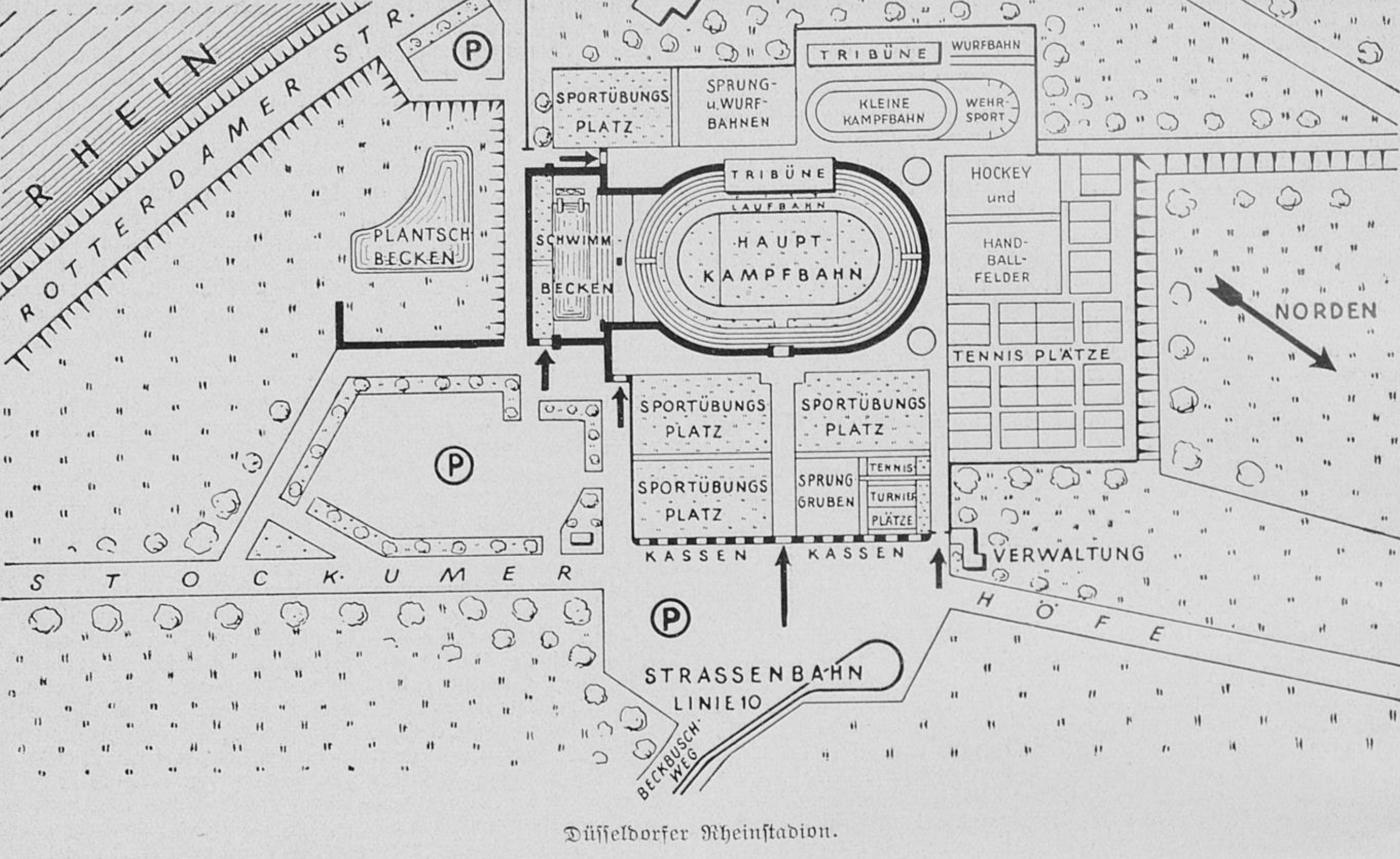
Düsseldorfer Rheinstadion (1937)

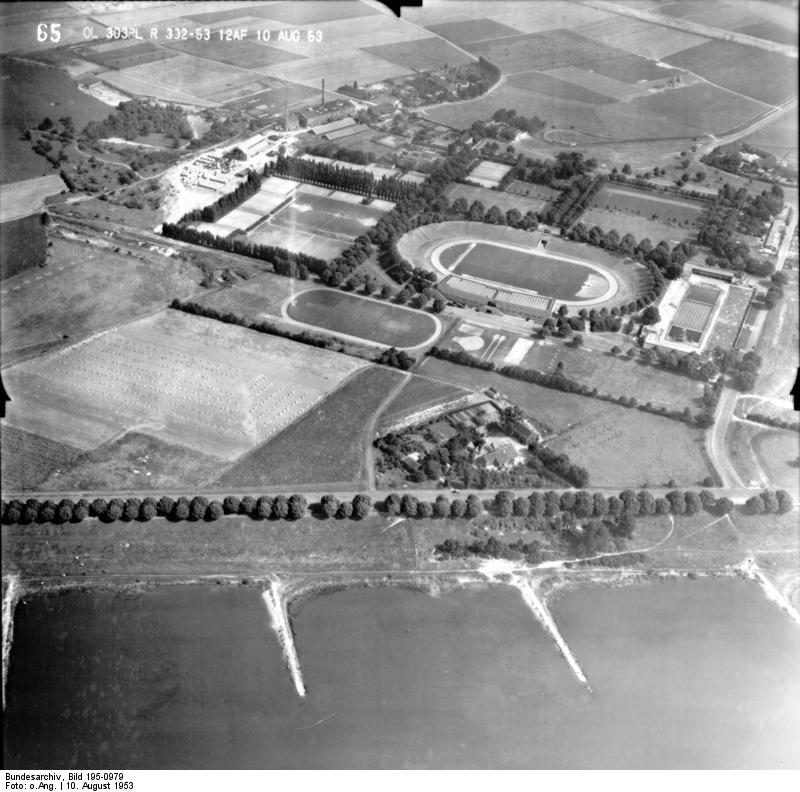
Rheinstadion (1953)

Die Planungen zum Bau einer großen Sportveranstaltungsstätte im Düsseldorfer Norden begannen bereits vor dem Ersten Weltkrieg. Damals lieferte der Berliner Architekt Johannes Seyffert einen Entwurf in Form eines Hufeisens mit angeschlossenem Schwimmbad. Doch erst in den 1920er Jahren wurden die Pläne, nun vom Düsseldorfer Stadtbaurat Hans Freese verfasst, umgesetzt. Die Gesamtkosten beliefen sich auf 1.240.000 Reichsmark. Das Stadion wurde von einem Ensemble anderer Sportanlagen umgeben, unter anderem einem Schwimmstadion und einer Radrennbahn. Die betrieblichen und sanitären Anlagen, die Wegführung und die Verkehrsanbindung galten damals als vorbildhaft. Gelobt wurde auch die architektonische Harmonie des Verbunds aus Stadion und Schwimmbecken sowie die gelungene Einbettung der Anlagen in die niederrheinische Landschaft. Es entstand ein Stadion mit 42.500 Plätzen.
In Betrieb genommen wurde das gesamte Areal im Jahr 1925. Im September dieses Jahres besuchte der Reichspräsident Paul von Hindenburg das einen Monat zuvor befreite Rheinland und hielt anlässlich des Endes der französischen Besatzung im Rheinstadion vor 50.000 Zuhörern eine patriotische Rede. Diese Feiern zur „tausendjährigen Zugehörigkeit der Rheinlande zum Deutschen Reich“ können als inoffizielle Einweihung des Rheinstadions gewertet werden. Als offizielle Eröffnung des Rheinstadions wird das Fußballspiel zwischen Deutschland und den Niederlanden am 18. April 1926 betrachtet. Auf Grund des großen Zuschauerandrangs kam es zu chaotischen Verhältnissen vor und im Stadion. Die deutsche Nationalmannschaft gewann im überfüllten Stadion vor geschätzten 60.000 Zuschauern mit 4:2. Bei einem Freundschaftsspiel am 14. März 1956 konnte sich die niederländische Nationalmannschaft mit einem 2:1-Sieg im Rheinstadion revanchieren.
Vom 1. Juli 1942 bis zum Zusammenbruch am Ende des Zweiten Weltkriegs hatte die Organisation Todt das Rheinstadion belegt. Am 30. April 1945 übernahm es das US-amerikanische Militär für eigene Sportzwecke. Hierzu ließ die US Army die Anlagen (Schwimmanlagen, Hauptkampfbahn und Zuschauertribünen) bis Juni 1945 von 200 deutschen Arbeitern instand setzen. Nachdem die Amerikaner bereits mehrere Sportgroßveranstaltungen durchgeführt hatten, übergaben sie das Rheinstadion an die britische Besatzungsmacht, die durch 50 weiterverpflichtete deutsche Arbeiter die Innenräume der Tribüne, 17 Tennisplätze, mehrere Fußballfelder und den Hockeyplatz instand setzen ließ. Zwischen 1946 und 1949 erklärten sich die Briten wegen des Mangels an Sportflächen in der Stadt Düsseldorf 32 Mal bereit, deutsche Veranstalter Sportereignisse auf der Hauptkampfbahn durchführen zu lassen. Erst 1952 wurde das Stadion freigegeben, sodass Fortuna Düsseldorf vom Paul-Janes-Stadion ins Rheinstadion wechseln konnte.

### Das zweite Rheinstadion
Das Rheinstadion war 1974 einer der neun Austragungsorte der Fußball-Weltmeisterschaft in Deutschland. Anlässlich der WM wurde das Stadion in den Jahren 1968 bis 1975 für 46,3 Millionen DM umfassend umgebaut und modernisiert. Die Zuschauerkapazität wurde dabei von bisher 40.000 auf 68.400 Plätze erweitert.
Der Entwurf für das neue Stadion stammte von Friedrich Tamms und Erwin Beyer.
Als Glanzlichter des im Grunde komplett neu errichteten Stadions galten die moderne Flutlichtanlage mit ihren vier 48 Meter hohen Masten und der Rasen, der durch ein effektives Drainagensystem auch bei Regen gut bespielbar blieb. Das Äußere wurde von den 62 abgewinkelten Bindern geprägt.

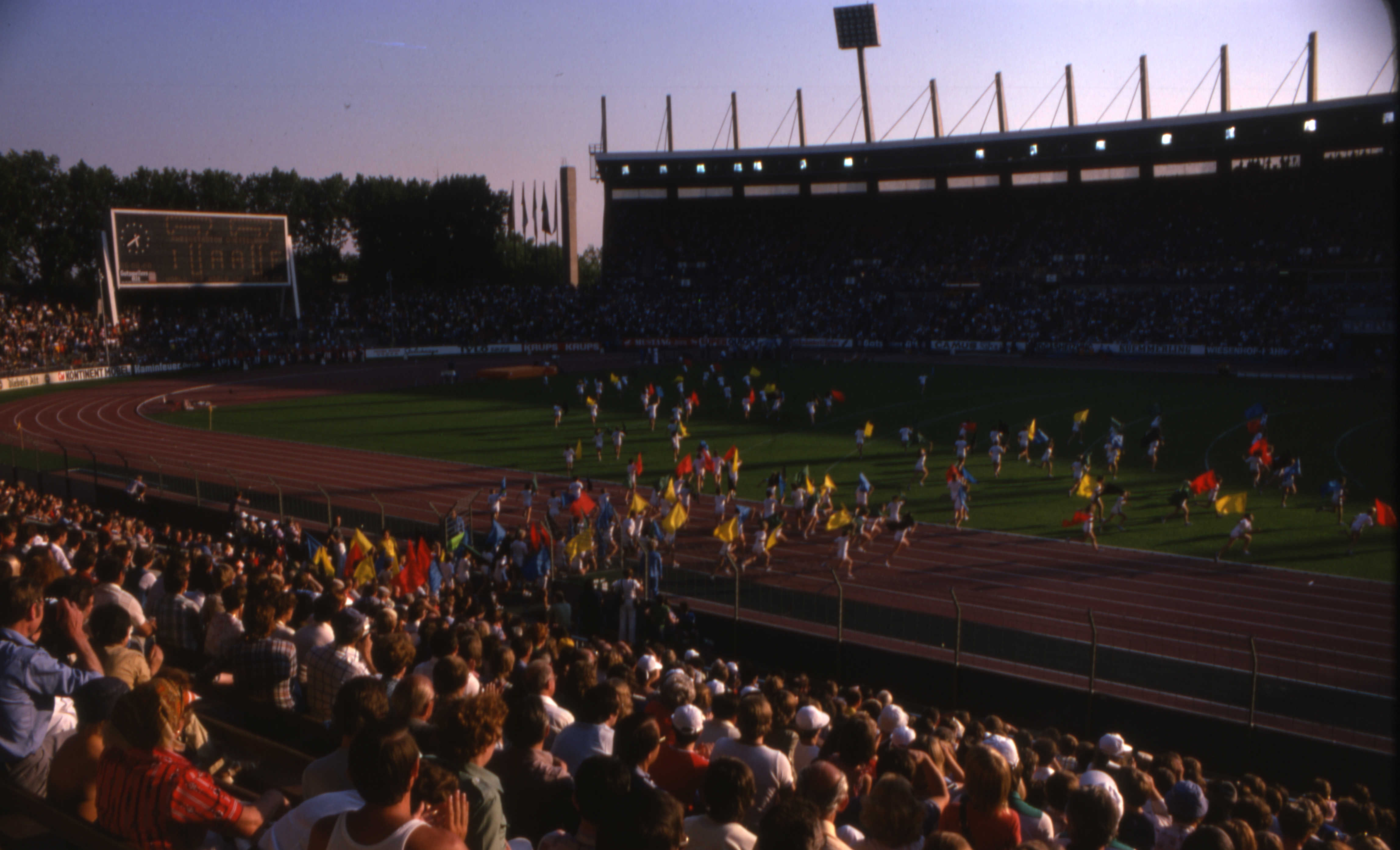
Leichtathletik-Weltcup im Rheinstadion 1977 – Schlussfeier am 4. September

Für den ersten Leichtathletik-Weltcup 1977 wurden die Leichtathletikflächen neu projektiert und mit Kunststoffbahnen versehen. Außerdem entstand für rund elf Millionen D-Mark eine Leichtathletikhalle am nordwestlichen Rand des Stadions.
Durch diverse Umbauten, dabei handelte es sich in erster Linie um die Umwandlung von Stehplätzen in Sitzplätze, sank die Kapazität auf zuletzt 55.850 Plätze.

### Die Entscheidung über die Zukunft
Im Zuge der Bewerbung Deutschlands um die Fußball-Weltmeisterschaft 2006 plante die Stadt, sich beim DFB als Austragungsort zu bewerben. Dafür erstellte man Umbaupläne für das Rheinstadion. Diese sahen eine Schließung der bis auf den Unterrang offenen Südtribüne und des Daches vor. Außerdem sollte das Dach im Innern des Stadions erweitert werden, um eine größere Zahl an Plätzen regensicher zu machen.
Nach dem Zuschlag für Deutschland wechselte Düsseldorf dann in der internen Bewerbungsphase in Deutschland um den Standort als WM-Stadion die Strategie. Dies geschah, obwohl es bereits eine Studie für eine Multifunktionsarena gegeben hatte, die allerdings vom Düsseldorfer Oberbürgermeister Joachim Erwin als nicht umsetzbar bezeichnet wurde.
Nach einem Architekten-Wettbewerb entschied sich die Stadt Düsseldorf für den Entwurf einer sehr großen Mehrzweckhalle und bereitete den Abriss des Rheinstadions vor.

### Der Abriss

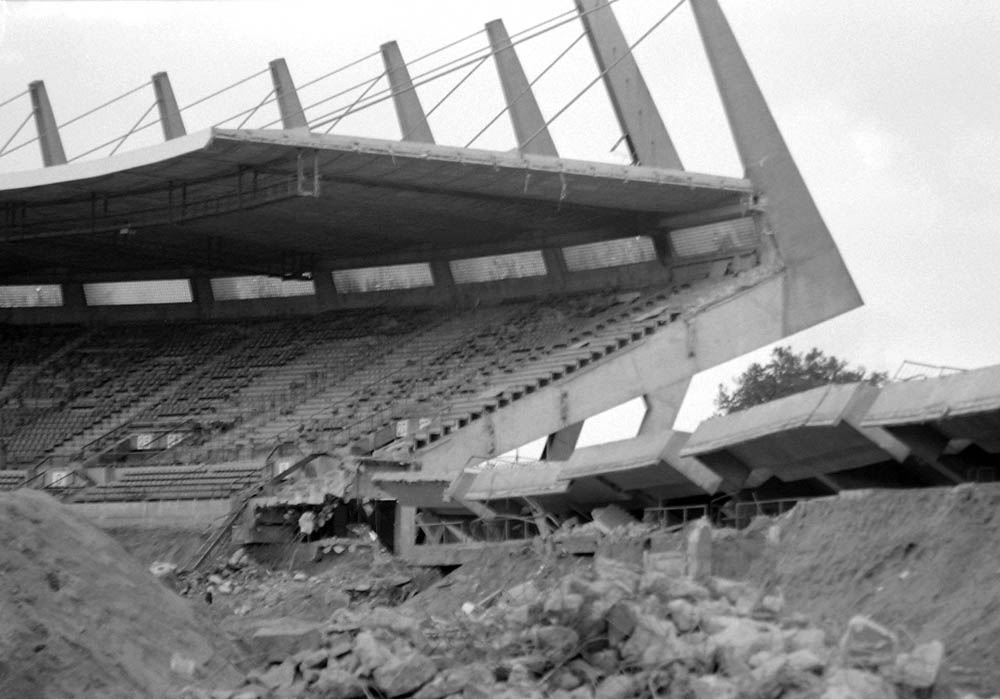
Rheinstadion während des Abrisses (2002)

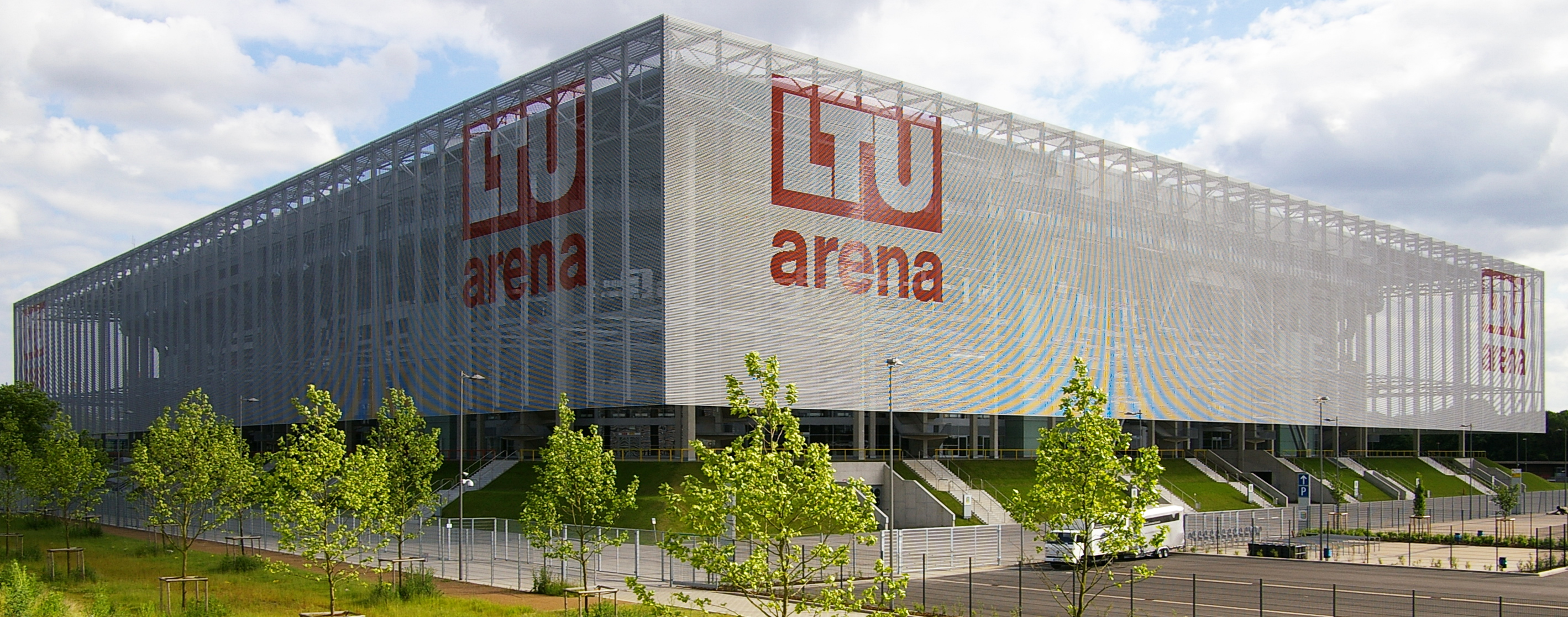
Die LTU arena (2006)

Das letzte Fußballspiel im Rheinstadion war am 3. März 2002 die Partie von Fortuna Düsseldorf gegen Rot-Weiss Essen, bei der Ganiyu Shittu mit dem 1:1-Ausgleich das letzte Tor in der Geschichte des Stadions schoss. Das letzte Sportereignis fand am 22. Juni 2002 statt: der World Bowl in der NFL Europe zwischen Berlin Thunder und dem heimischen Rhein Fire-Team. Zu dem Spiel und dem spektakulären Showprogramm (u. a. mit der Rockband Status Quo) erschienen 53.109 Zuschauer. Berlin Thunder verteidigte seinen Titel und besiegte Rhein Fire mit 26:20.
Am 12. September und am 6. November 2002 wurde mit zwei Sprengungen der Abriss des Stadions eingeleitet. Viele Teile des ehemaligen Rheinstadions wurden jedoch vorher ausgebaut und anderweitig verwendet. So lassen sich heute auf vielen Sportanlagen in Düsseldorf Sitzschalen aus dem Rheinstadion wiederfinden und zwei Blockschilder erinnern im Paul-Janes-Stadion an die ehemaligen Stammblöcke der Fortuna-Fans.
Aufnahmen der Sprengungen wurden in der Folge „Explosiv“ der RTL-Serie Alarm für Cobra 11 verwendet.
An etwa gleicher Stelle, leicht nach Norden verschoben, wurde das zunächst als LTU arena bezeichnete Stadion errichtet. Es trägt heute den Namen Merkur Spiel-Arena.

## Veranstaltungen

### Fußball-Weltmeisterschaft 1974
Das Stadion war Austragungsort der Fußball-Weltmeisterschaft 1974.
Während der Fußballweltmeisterschaft 1974 fanden im Stadion folgende Partien statt:
|                                            |   |             |           |
| 15. Juni 1974 Gruppe 3 – Erste Finalrunde  |   |             |           |
| Schweden                                   | – | Bulgarien   | 0:0       |
| 23. Juni 1974 Gruppe 3 – Erste Finalrunde  |   |             |           |
| Schweden                                   | – | Uruguay     | 3:0 (0:0) |
| 26. Juni 1974 Gruppe B – Zweite Finalrunde |   |             |           |
| BR Deutschland                             | – | Jugoslawien | 2:0 (1:0) |
| 30. Juni 1974 Gruppe B – Zweite Finalrunde |   |             |           |
| BR Deutschland                             | – | Schweden    | 4:2 (0:1) |
| 3. Juli 1974 Gruppe B – Zweite Finalrunde  |   |             |           |
| Schweden                                   | – | Jugoslawien | 2:1 (1:1) |

### Fußball-Europameisterschaft 1988
Das Stadion war Austragungsort der Fußball-Europameisterschaft 1988.
Während der Fußballeuropameisterschaft 1988 fanden im Stadion folgende Partien statt:
|                                                   |   |             |           |
| 10. Juni 1988 Gruppe 1 – Endrunde Eröffnungsspiel |   |             |           |
| BR Deutschland                                    | – | Italien     | 1:1 (0:0) |
| 15. Juni 1988 Gruppe 2 – Endrunde                 |   |             |           |
| England                                           | – | Niederlande | 1:3 (0:1) |

### Weitere
Neben den Fußball-Welt- und Europameisterschaften gab es auch andere herausragende sportliche Veranstaltungen im Rheinstadion. So fand hier nach dem Zweiten Weltkrieg 1945 das erste Nachkriegs-Fußballspiel einer Auswahl der British Army gegen Arsenal London statt.
Fortuna Düsseldorf nutzte das Rheinstadion viele Jahre als Heimspielstätte. Mitte der 1990er kam Rhein Fire als Heimmannschaft und als Veranstalter zweier Worldbowls der NFL Europe hinzu. Borussia Mönchengladbach nutzte das Rheinstadion als Heimspielstätte für internationale Begegnungen, u. a. für das 1. Finalspiel im UEFA-Pokal 1974/75 gegen Twente Enschede und das 2. Finalspiel gegen Roter Stern Belgrad 1979. Der Fußball war hier ferner 1981 mit einem Finale des Europapokals der Pokalsieger zu Gast. Sowohl das erste Finalspiel um den Tschammer-Pokal 1935 als auch das erste Finalspiel des DFB-Pokals 1952/53 fanden im Rheinstadion statt, zudem die Finalspiele 1960, 1972/73 und 1973/74.
Daneben trug der DLV 1951, 1957, 1961, 1969, 1984 und 1990 Deutsche Leichtathletik-Meisterschaften aus. Im September 1977 fand im Rheinstadion der erste Leichtathletik-Weltcup statt.
1970 war die Baustelle des Rheinstadions Veranstaltungsort des Davis-Cup-Halbfinals Deutschland gegen Spanien, das 4:1 für Deutschland endete. Gespielt wurde auf einem extra für diese Veranstaltung angelegten Asphaltplatz. Die Zuschauer betrachteten die Begegnung von einem bereits fertiggestellten Tribünenteil.
Gerade in den letzten Jahren seines Bestehens war das Rheinstadion auch Bühne für Konzerte. So gastierten Bon Jovi und Metallica 1993, Marius Müller-Westernhagen sowie Pur 1996 vor ausverkauften Rängen. Beim Jubiläumskonzert der Toten Hosen am 28. Juni 1997 wurden über 300 Zuschauer im Gedränge vor der Bühne verletzt. Eine sechzehnjährige Zuschauerin (Rieke Lax aus den Niederlanden) wurde an einer Absperrung von den Menschenmassen erdrückt und erstickte.